# Ozero Kryltsovo
Ozero Kryltsovo (ryska: Озеро Крыльцово) är en sjö i Belarus.   Den ligger i voblasten Vitsebsks voblast, i den nordöstra delen av landet, 170 km nordost om huvudstaden Minsk. Ozero Kryltsovo ligger 158 meter över havet.
Omgivningarna runt Ozero Kryltsovo är en mosaik av jordbruksmark och naturlig växtlighet. Runt Ozero Kryltsovo är det glesbefolkat, med 16 invånare per kvadratkilometer.